# 無帶南鰍
無帶南鰍（學名：Schistura afasciata）為輻鰭魚綱鯉形目條鰍科南鰍屬的其中一種。被IUCN列為瀕危保育類動物，分布於亞洲巴基斯坦印度河上游的杜亞河流域，棲息在河川底中層水域，生活習性不明。

## 扩展阅读
維基物種上的相關：無帶南鰍